# The Unguided
The Unguided je pětičlenná švédská metalcorová kapela, založená Richardem Sjunnessonem po jeho odchodu ze Sonic Syndicate v roce 2010. Důvodem byl odlišný hudební směr kapely. Brzy se k němu přidali další dva členové jeho původní kapely: Roland Johansson (který kapelu taktéž opustil) a Roger Sjunnesson. Sestavu doplnili v roce 2011 John Bengtsson na postu bicích a Henric Carlsson s baskytarou. 

V této sestavě vydali The Unguided u Despotz Records na jaře 2011 EP Nightmareland a na podzim téhož roku debutové album Hell Frost. Žánr na obou nahrávkách se podobá dřívější tvorbě Sonic Syndicate před příchodem Nathana J. Biggse.

## Členové
- Richard Sjunnesson – screaming (2010–současnost)
- Roland Johansson – zpěv, kytara (2010–2017)
- Roger Sjunnesson – kytara, klávesy (2010–současnost)
- Henric Carlsson – baskytara (2011–současnost)
- John Bengtsson – bicí (2011–2016)
- Jonathan Thorpenberg – zpěv, kytara (2017–současnost)

## Diskografie
- 2011: Nightmareland (EP)
- 2011: Hell Frost
- 2014: Fragile Immortality
- 2016: Lust and Loathing
- 2017: And the Battle Royale